# 다누키 (음식)

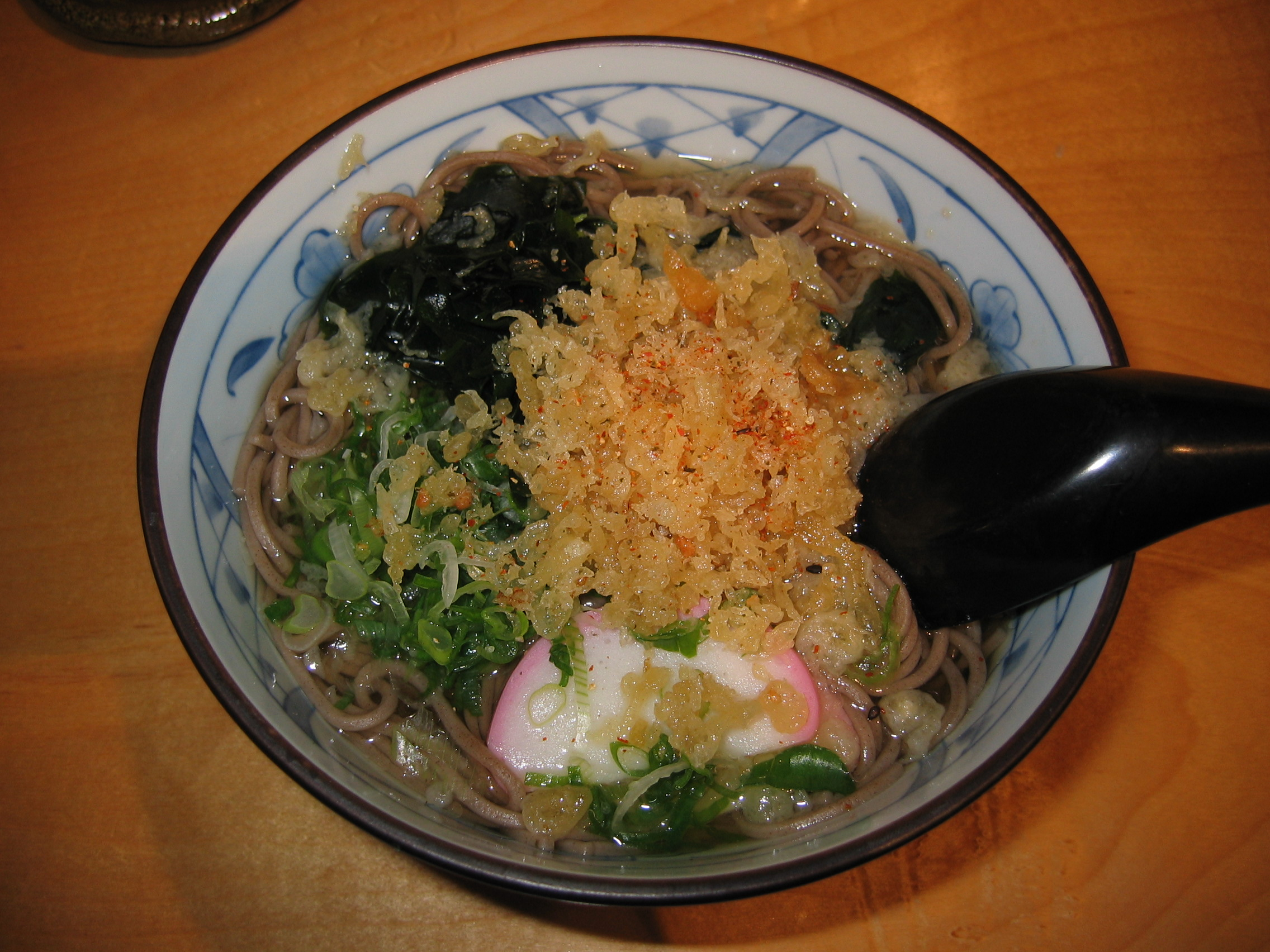
다누키

다누키(일본어: たぬき)는 잘게 썬 파와 튀김 부스러기를 얹은 소바이다. 다누키우동, 다누키소바라고도 한다.